# 프라이드 플래그

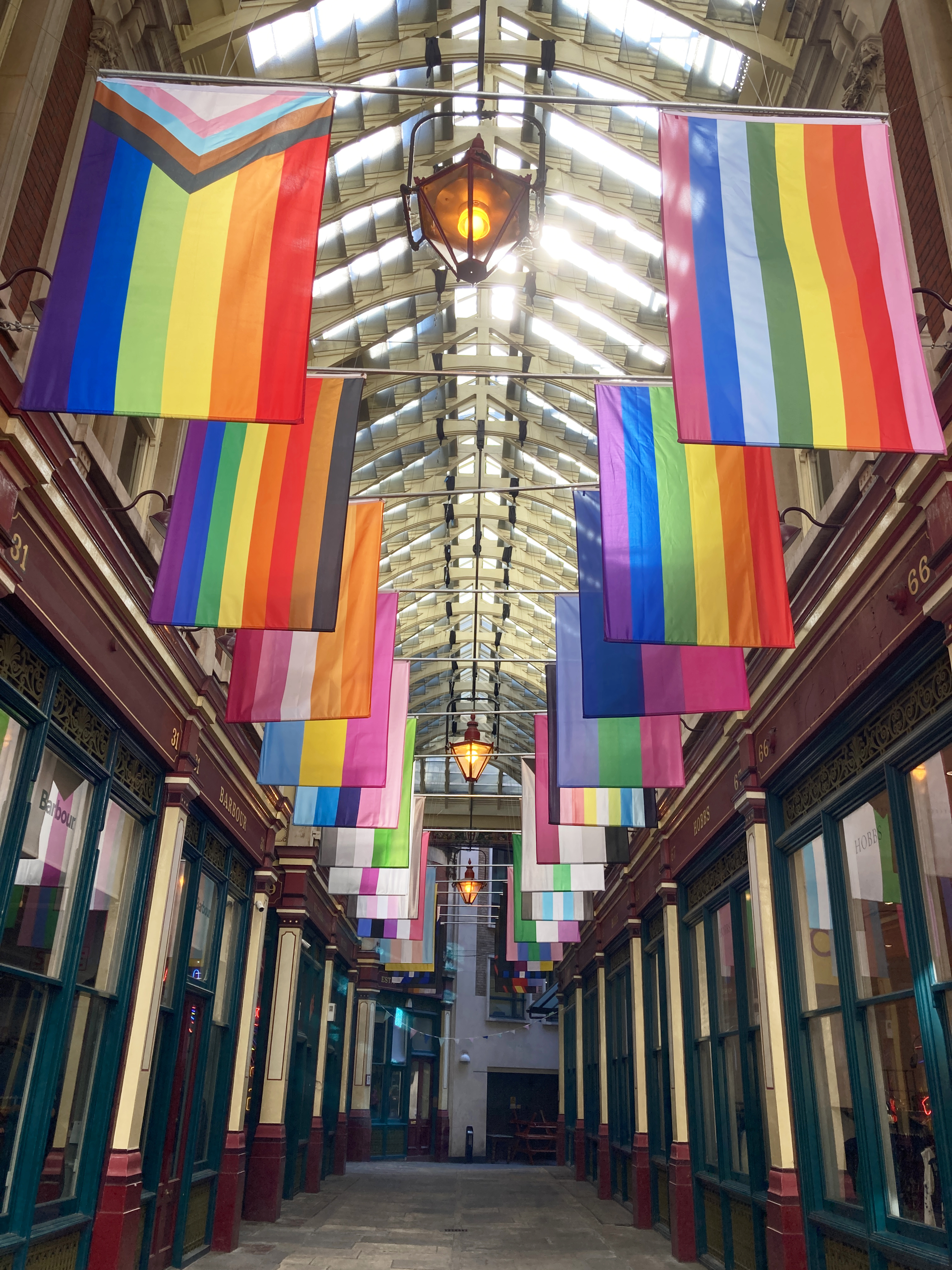
런던 리든홀 시장에 걸려 있는 프라이드 플래그 모음

프라이드 플래그(pride flag)란 성소수자 상징의 일종이다. 성소수자의 자긍심을 나타내는 깃발이다. 여러 성적 지향성, 로맨틱 지향성, 성별 정체성, 및 퀴어 서브컬쳐를 상징하는 프라이드 플래그가 존재한다.
프라이드 플래그는 다양한 성적 지향, 낭만적 지향, 성 정체성, 하위 문화, 지역적 목적뿐 아니라 LGBTQ 커뮤니티 전체를 나타낼 수 있다. 가죽 하위 문화를 상징하는 깃발처럼 LGBTQ 문제와만 관련되지 않은 프라이드 플래그도 있다. LGBTQ 커뮤니티 전체를 상징하는 무지개 깃발은 가장 널리 사용되는 프라이드 플래그이다.
수많은 커뮤니티가 독특한 깃발을 채택해 왔으며, 대다수는 무지개 깃발에서 영감을 얻었다. 이러한 깃발은 종종 아마추어 디자이너가 제작하여 온라인이나 관련 단체에서 인기를 얻으며, 궁극적으로 커뮤니티를 상징하는 준공식적인 지위를 얻는다. 일반적으로 이러한 깃발은 관련 커뮤니티의 다양한 측면을 상징하는 다양한 색상을 사용한다.

## 갤러리

6색 무지개기
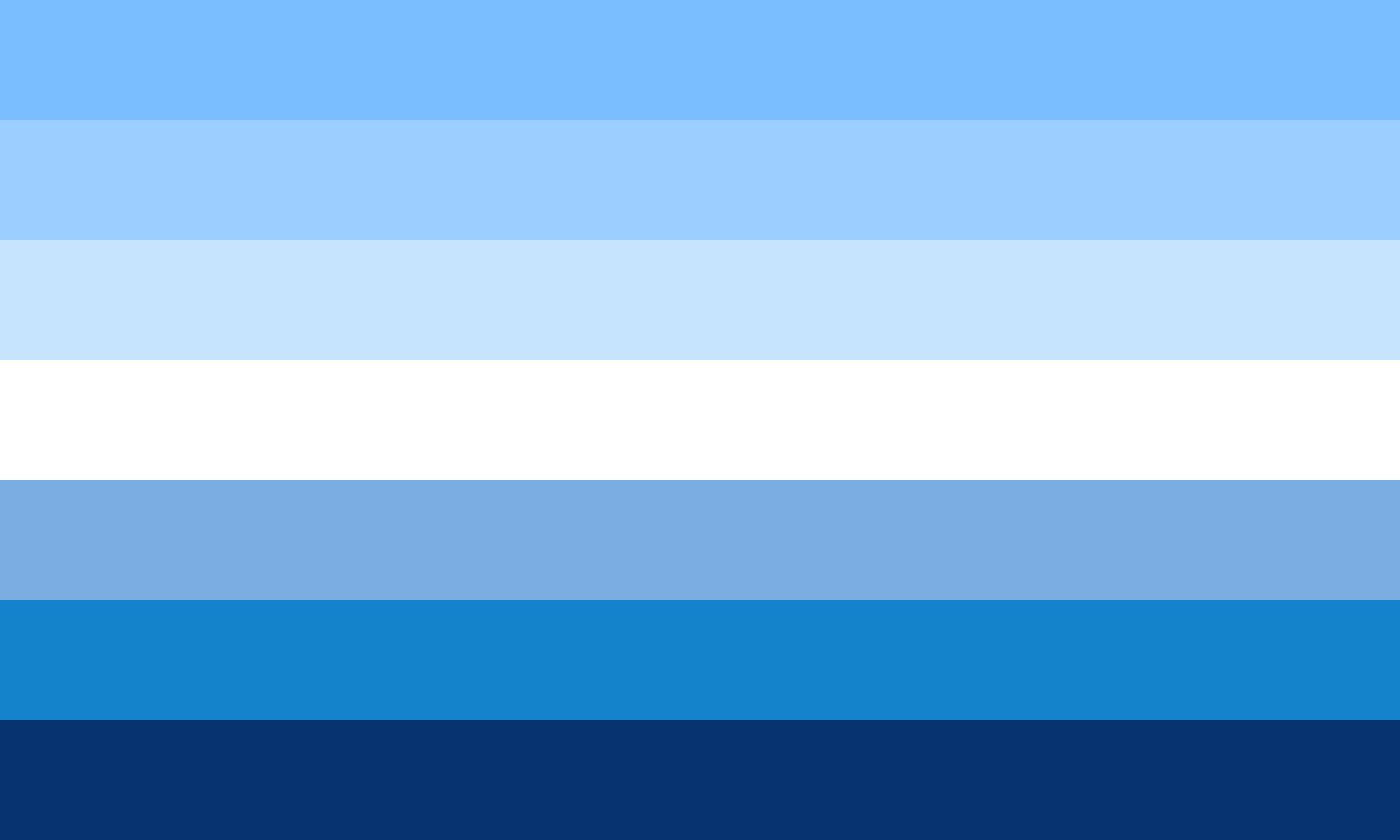
게이기
레즈비언기
에이젠더기
에이로맨틱기
무성애기
양성애자기
젠더플루이드기
젠더퀴어기
인터섹스기
논바이너리기
범성애기
다성애기
트랜스젠더기